# Herb Obornik Śląskich
Herb Obornik Śląskich – jeden z symboli miasta Oborniki Śląskie i gminy Oborniki Śląskie w postaci herbu.

## Wygląd i symbolika
Herb przedstawia zieloną sosnę z brązowym pniem na żółtym tle tzw. tarczy hiszpańskiej.
Godło symboliką drzewa nawiązuje z jednej strony do charakteru miejscowości – byłego uzdrowiska nazywanego „płucami Wrocławia”, gdzie w parkach przy sanatoriach rośnie wiele drzew, w tym również sosny i jodły (w okolicy znajduje się ponadto rezerwat przyrody Jodłowice) wskazując na walory klimatyczne i krajobrazowe. Z drugiej strony przypomina „jodły Holteia” – drzewa, posadzone przez poetę Karola Edwarda Holteia, podczas gdy mieszkał on w Obornikach. Obornicka jodełka (lub kilka jodełek) była również elementem stempli uzdrowiskowych i pieczęci pocztowych jeszcze w okresie przedwojennym.
Żółta tarcza nawiązuje do herbu Dolnego Śląska, jak również kolor ten kojarzony ze słońcem podkreśla walory przyrodnicze i zdrowotne miejscowości.

## Historia
Prace koncepcyjne nad utworzeniem herbu, na zlecenie pierwszego burmistrza Obornik Śląskich w III RP – Ryszarda Stadmüllera, wykonał Kazimierz M. Pudło, a projekty graficzne wykonał artysta plastyk Jan Kłossowicz. Wśród kilku koncepcji nawiązujących historycznie do księstwa oleśnickiego i księstwa wrocławskiego przeważał motyw drzewa.
Wersja herbu z 1991 roku została wyłoniona w konkursie według projektu autorstwa artysty plastyka Zdzisława Nitki) i zgodnie z ustawą o samorządzie terytorialnym z roku 1990 została nadana uchwałą Rady Miejskiej w Obornikach Śląskich. Od roku 1992 herb stał się oficjalnym emblematem miasta. Prosta forma rysunku symbolizuje walory krajobrazowe i przyrodnicze z których zasłynęły Oborniki Śląskie, natomiast odcina się od polityki ani nie odnosi w żaden konkretny sposób do historii regionu. Symbol ten ma być pamiątką dawnej świetności i perspektyw dalszego rozwoju.